# Esilio di Napoleone a Sant'Elena

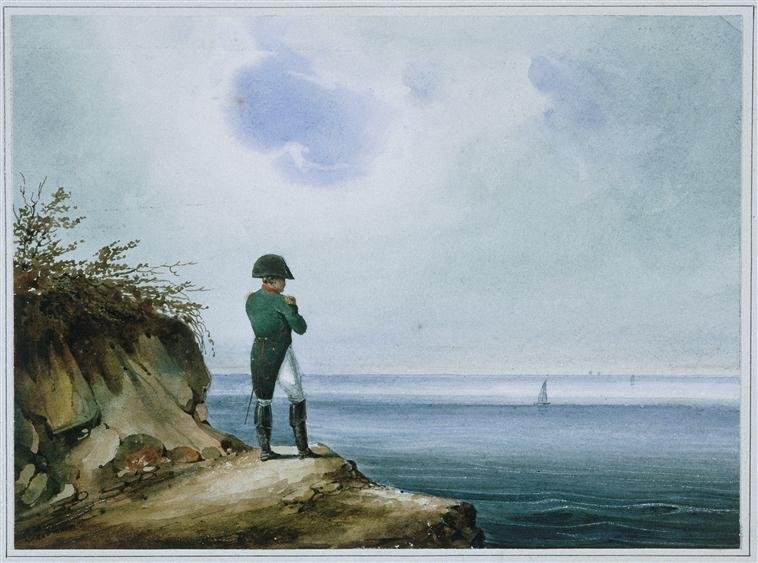
Napoleone a Sant'Elena

L'esilio di Napoleone I a Sant'Elena si riferisce agli ultimi anni di vita di Napoleone Bonaparte, successivi alla sua seconda abdicazione nel 1815 dopo i Cento giorni, che ebbero termine con la battaglia di Waterloo.
Dopo essersi portato a Rochefort, Napoleone tentò di raggiungere gli Stati Uniti. Il governo britannico decise invece di portare il suo prigioniero più importante sull'isola di Sant'Elena, nel mezzo dell'Oceano Atlantico, così che non potesse più "nuocere al mondo". Qui morì il 5 maggio 1821.

## 1815

### L'ultimo viaggio

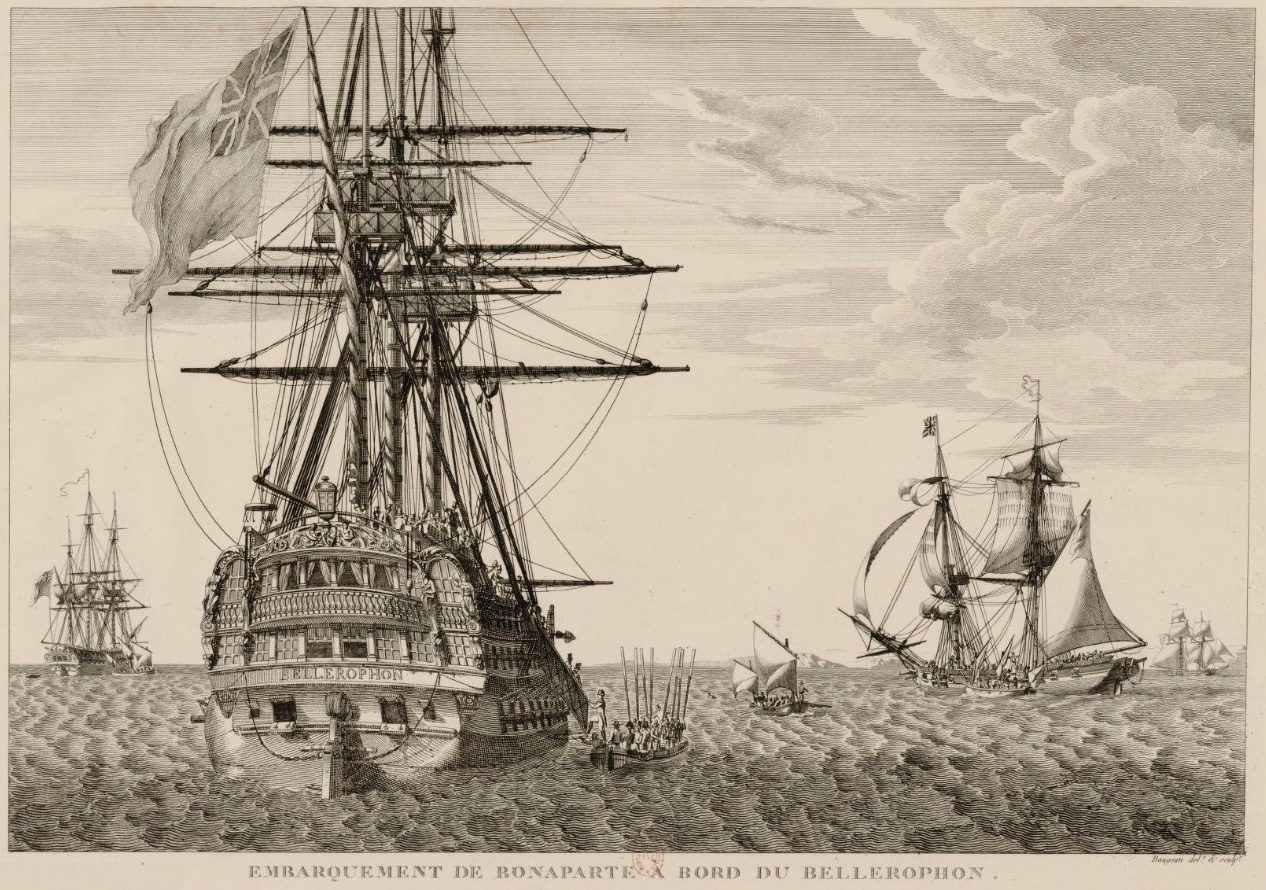
Napoleone viene imbarcato sul vascello inglese HMS Bellerophon

Prima di essere consegnato agli inglesi il 15 luglio 1815 davanti all'isola di Aix, Napoleone venne portato a Torbay e poi a Plymouth a bordo della HMS Bellerophon. Dopo aver appreso la notizia del suo trasferimento forzoso sull'isola di Sant'Elena il 31 luglio, Napoleone venne imbarcato il 7 agosto 1815 a bordo della HMS Northumberland, una nave da guerra ritenuta più idonea a compiere una traversata così lunga. Sant'Elena, infatti, è situata 1900 km ad ovest dell'Africa, in pieno Atlantico meridionale; l'isola, di natura vulcanica, vantava tre attracchi utili, il che ne facilitava la difesa da eventuali tentativi.
Diversi furono i testimoni del viaggio di traversata, tra i quali spicca la figura di Emmanuel de Las Cases, che compose poi Il Memoriale di Sant'Elena, e Denzil Ibbetson, commissario inglese incaricato delle forniture militari, che lasciò un diario, rimasto inedito sino al 2010. Tra gli altri membri della piccola corte di Napoleone si ricordano anche il gran maresciallo di palazzo Henri Gratien Bertrand con sua moglie Fanny, il generale Gourgaud, Las Cases e suo figlio Emanuele, il generale Montholon e sua moglie Albine, Louis-Étienne Saint-Denis, detto il “Mamelucco Alì”, ed il valletto da camera Louis Marchand.
La Northumberland attraccò a Sant'Elena il 15 ottobre 1815, dopo due mesi e una settimana di traversata. Napoleone sbarcò il giorno successivo, alloggiando per la notte in un edificio a Jamestown, l'unico centro abitato dell'isola.

### Il breve soggiorno dai Balcombe

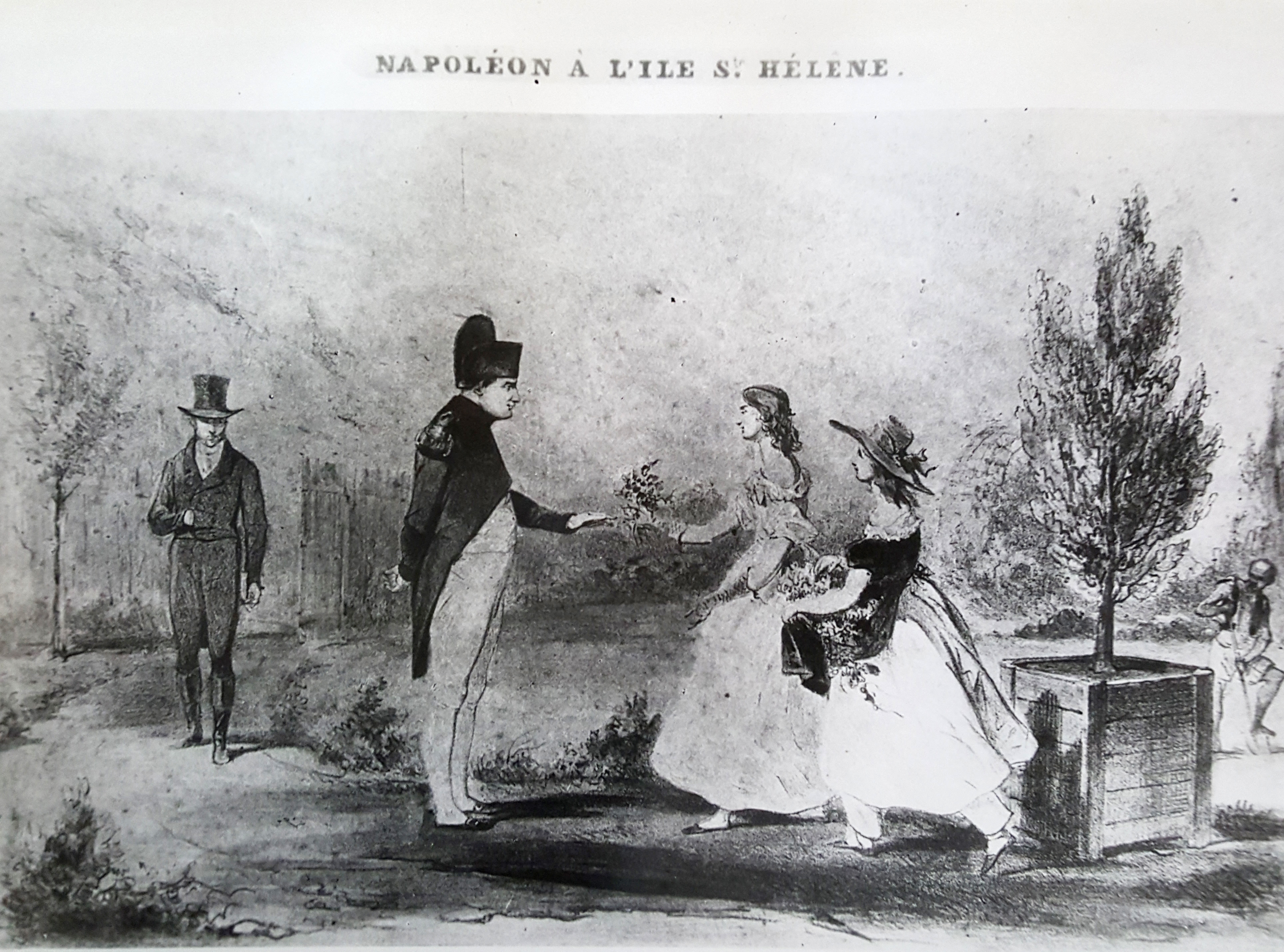
Napoleone in compagnia di Jane (a sinistra) e Betsy Balcombe (a destra) il 18 ottobre 1815

Il 17 ottobre 1815 Napoleone si stabilì nel piccolo padiglione dei Briars, appartenente alla famiglia Balcombe, in attesa che il suo luogo di detenzione definitivo fosse adattato per ospitarvi anche per i suoi compagni d'esilio. I Balcombe, famiglia di provenienza inglese ma che ormai si era stabilita da anni a Sant’Elena, erano composti dal capofamiglia William, sovrintendente della Compagnia britannica delle Indie orientali, la moglie Jane e i quattro figli, due maschi e due femmine. In questo periodo l'ex imperatore strinse amicizia con Betsy Balcombe, secondogenita di William, con la quale rimase in ottimi rapporti anche dopo che ebbe lasciato il padiglione dei Briars. Betsy era, inoltre, l'unica della sua famiglia in grado di parlare un po’ di francese, e quindi la sola in famiglia capace di comunicare con Bonaparte.
Napoleone divenne in breve tempo compagno di giochi di Betsy e dei suoi fratelli, tanto che questi gli avevano affidato anche un soprannome ("Boney", un'abbreviazione del suo cognome). Il breve periodo trascorso a Briars fu forse il più felice dell'esilio di Napoleone a Sant'Elena, sia per il clima mite e piacevole della piantagione sia per la simpatia e l'irriverenza di Betsy e dei suoi fratelli.
Dopo due mesi di convivenza presso i Balcombe, Bonaparte venne trasferito a Longwood House, prendendo ufficialmente residenza nella sua nuova casa il 10 dicembre 1815 in presenza del governatore provvisorio, l'ammiraglio Cockburn.

### Il trasferimento a Longwood

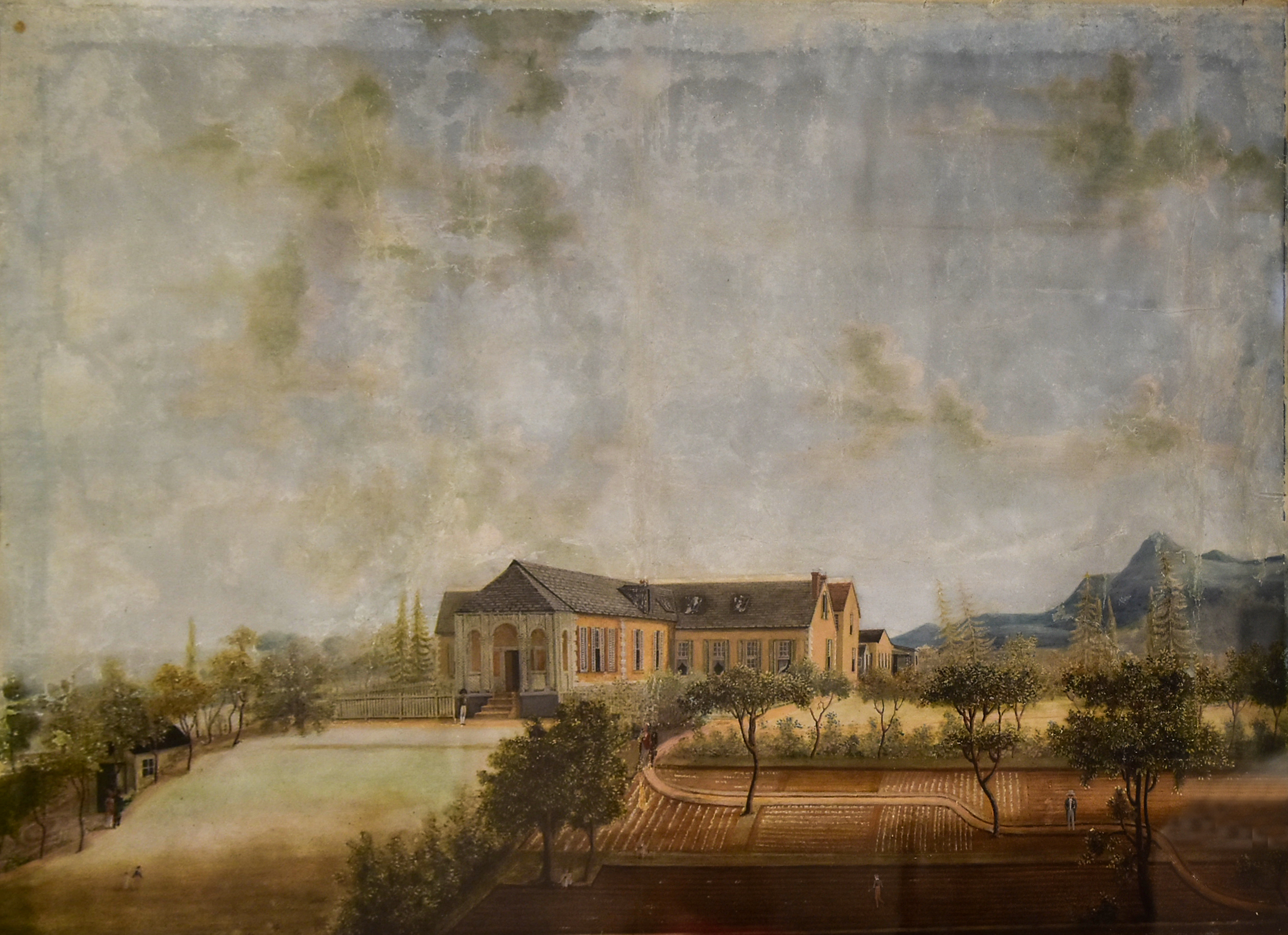
Longwood House, la dimora finale di Napoleone, in questo acquerello attribuito a Louis Marchand.

Installatosi il 10 dicembre 1815 a Longwood House, la permanenza nella nuova dimora si rivelò sin da subito molto dura. Situata su un'area pianeggiante, Longwood House permetteva una sorveglianza ottimale, ma era il luogo sull'isola maggiormente esposto a costanti venti alisei, a nebbia e ad umidità, a piogge violente o a sole torrido. Inoltre, l'abitazione era spesso invasa dai topi, dalle termiti, dalle zanzare e dagli scarafaggi, rendendo ancora più difficile il soggiorno all'ex imperatore.

## 1816

### L'arrivo di Hudson Lowe
Napoleone venne sottoposto a continue vessazioni da parte di Hudson Lowe, il nuovo governatore dell'isola, che ricevette la prima volta il 17 aprile 1816. Una volta arrivato, venne a sapere degli attriti che c'erano stati tra Napoleone e l'ammiraglio Cockburn a bordo della Northumberland e delle pressioni che avevano fatto lui e i suoi seguaci sul vice-governatore colonnello Wilks riguardo alla possibilità di un'estensione dei ristretti limiti di movimento loro concessi. Lowe, desideroso di rispettare alla lettera gli ordini rigidissimi ricevuti da Londra, non aveva alcuna intenzione di cedere su questi punti e non tardò a entrare in conflitto con Napoleone. A ciò si aggiunse anche il fatto che Lowe si rifiutava di riconoscere a Napoleone il titolo di imperatore e si rivolgeva a lui con «generale Bonaparte». Il duca di Wellington si espresse molto negativamente su Lowe: «Una pessima scelta; era un uomo privo di educazione e di giudizio. Era un uomo stupido, non conosceva nulla del mondo e, come tutti gli uomini che nulla sanno del mondo, era sospettoso e geloso».
Le sue armi vennero confiscate, la sua posta censurata e gli vennero ristrette tutte le libertà di movimento. Questo esilio forzato era reso ancora peggiore dalle condizioni di calore e di umidità alternate a cui la casa era sottoposta. L'imperatore trascorse i suoi giorni dettando le sue memorie (già iniziate a bordo del Northumberland) al barone de Las Cases e ai suoi compagni di sventura. Quando non era impegnato con le sue memorie, giocava a carte o a biliardo insieme alla sua piccola corte, si prendeva cura dei giardini di Longwood e faceva lunghe passeggiate a cavallo o in calesse.
Alla fine del 1816, Las Cases, dopo aver disubbidito alle severe restrizioni inglesi riuscendo a inviare lettere in Europa senza permesso, venne espulso dall'isola di Sant'Elena insieme al figlio. Sette anni dopo pubblicherà, nel 1823, l'opera Il Memoriale di Sant'Elena.

## 1817

### Continui scontri tra i francesi e Lowe
17 gennaio 1817 nacque Arthur Bertrand, figlio del generale Bertrand e Fanny. La donna disse che suo figlio era stato "il primo francese ad entrare a Sant'Elena senza il permesso di Lord Bathurst".
Gli esuli, il 31 agosto, vennero a conoscenza della pubblicazione in Europa di un manoscritto, arrivato da Sant'Elena in modo sconosciuto. Il manoscritto descriveva la storia di Napoleone raccontata dall'imperatore in persona, nonostante egli non fosse in realtà l'autore del libro.
Nel corso del 1817 i vari tentativi di aggirare il controllo inglese sulla corrispondenza ebbero finalmente successo; il principe Eugenio di Beauharnais, figliastro di Napoleone, ricevette l’incarico di aprire presso una banca inglese una linea di credito con cui garantire il pagamento di pensioni e stipendi del personale di Sant’Elena.
La reazione di Lowe di fronte all'accaduto non si fece attendere: in un primo momento accarezzò l’idea di espellere Montholon, identificato come ispiratore di quella vendita, poi per non destare troppe polemiche preferì mettergli alle calcagna un ufficiale di sorveglianza che riferisse su ogni suo incontro e conversazione. L’ossessione di sapere che cosa si dicesse a Longwood House lo spinse inoltre a moltiplicare le pressioni sul medico assegnato alla cura dell’imperatore per ottenere rapporti più precisi e dettagliati. A più riprese Lowe si lamentò con Londra del comportamento, a suo giudizio, irresponsabile di O’Meara, senza tuttavia riuscire a scalfire le protezioni di cui l’irlandese godeva presso l’ammiragliato.

## 1818

### La solitudine negli ultimi anni

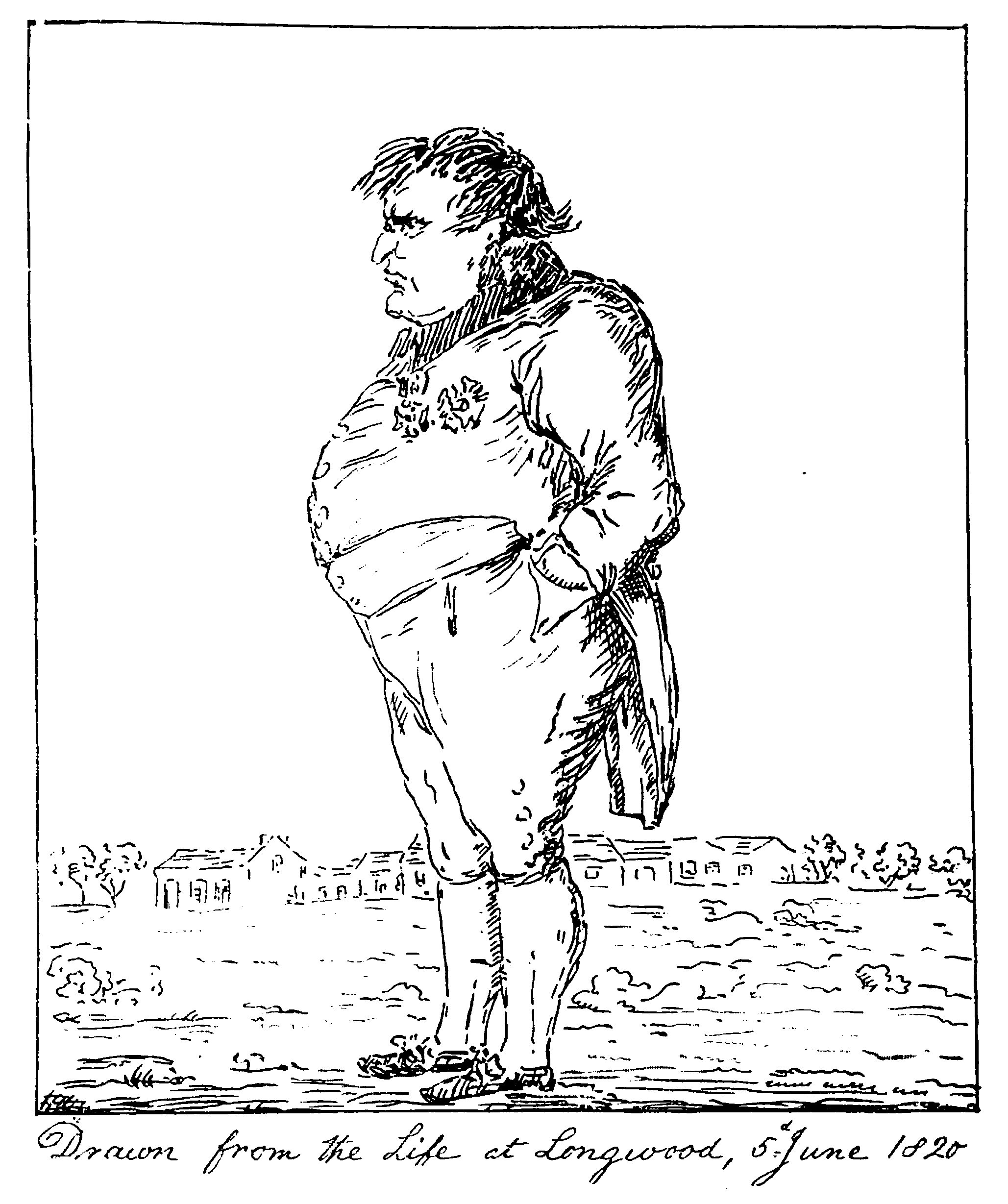
Anonimo, Fleshy, disegno dal vivo di Napoleone a Longwood il 5 giugno 1820

Nel 1818 la famiglia Balcombe venne espulsa da Sant'Elena dal governatore Lowe, che disapprovava l'amicizia tra Betsy e Napoleone e sospettava che i Balcombe potessero consegnare messaggi per conto dell'imperatore. All'inizio del 1818 anche Gourgaud abbandonò l'isola, a causa dei continui contrasti che aveva con Napoleone e con Montholon, mentre nel luglio del 1819 lo seguì madame de Montholon, la quale fece ritorno in Europa coi suoi figli in seguito ad un aborto spontaneo. Nel 1818 anche il medico inglese Barry Edward O'Meara fu richiamato in patria per aver simpatizzato con il prigioniero e, una volta tornato in Inghilterra, contribuì poi a dipingere sfavorevolmente la condotta di Lowe. Progressivamente abbandonata, Longwood piombò in un'atmosfera di un languore appena sopportabile.
In aperto conflitto con il governatore dell’isola a causa delle opprimenti restrizioni che gli erano state imposte, Napoleone faceva sempre di più la vita del recluso all’interno della sua dimora. Questo stile di vita, unito al clima tropicale dell’isola, non fece che aggravare le sue già precarie condizioni di salute, portandolo inoltre ad acquisire sempre più peso.
Nel febbraio del 1818, Lowe propose a Lord Bathurst di trasferire l'illustre prigioniero a Rosemary Hall, una casa che si era liberata e che era collocata in una parte più ospitale dell'isola, riparata dai venti e ombreggiata. Alla fine lo spostamento non si concretizzò e Napoleone rimase a Longwood House, probabilmente perché in questo modo era più facile da controllare. Il riadattamento della casa ebbe inizio solo nell'ottobre del 1818, tre anni dopo l'arrivo di Napoleone sull'isola.
Nell’ottobre del 1818 il congresso di Aquisgrana, durante il quale si riunirono le quattro potenze vincitrici su Napoleone, dichiarò che la condotta adottata nei confronti dell'ex imperatore era corretta e che la stabilità del nuovo ordine restaurato poggiava sull’esilio perpetuo di Napoleone, ponendo fine a qualsiasi sua speranza di poter essere ricondotto in Europa.

## 1819

### L'arrivo di Antommarchi
A causa del progressivo peggioramento della salute dell'imperatore, negli ultimi anni Napoleone non lavorò più, ma continuò le sue letture abituali. Nel settembre 1819 la famiglia Bonaparte inviò dall'Italia a Sant'Elena una piccola colonia di nuovi compagni, in buona parte còrsi, i quali permisero a Napoleone di rompere la monotonia imperante. Tra questi c'era Francesco Antommarchi, un giovane medico che consigliò a Napoleone di cambiare spesso aria, anche se lo stesso imperatore era scettico verso ogni cura, ritenendo i suoi lunghi bagni caldi l'unica vera medicina di cui avesse bisogno.

### Il giardinaggio
Nell'autunno del 1819 Napoleone, su suggerimento di Antommarchi, iniziò a dedicarsi alle cure dello spoglio giardino di Longwood House. Alì, guardia del corpo personale dell'imperatore, parlò nel suo diario di questa nuova attività dell'imperatore: «Per compensare un poco la mancanza di esercizio all’esterno, l’imperatore giudicò che il giardinaggio fosse ciò che si addiceva meglio al suo stato di reclusione […] Da quel momento non ci fu altro che i giardini. Tutta la casa ne venne circondata». Sempre stando alle parole di Alì, Napoleone «voleva avere poi a disposizione frutta, legumi, voleva qualche viale ombreggiato, voleva allontanare le sentinelle dalle sue finestre».
Per occuparsi del giardino, Napoleone abbandonò i logori abiti portati dalla Francia e iniziò a vestire come i coloni dell’isola, e cioè con un pantalone e una larga camicia bianca, delle scarpe leggere di marocchino rosso e in testa un grande cappello di paglia. Il lavoro iniziava sin dalle prime ore del giorno – dopo il suono di una robusta campana, fatta fissare dall'imperatore contro il muro di Longwood House, che svegliava tutti di buon mattino – con Napoleone che gestiva le operazioni e una serie di operai cinesi e di domestici francesi ai suoi ordini. Montholon si svegliava insieme a tutta la casa, Bertrand arrivava, invece, verso le otto, ma entrambi non avevano molta voglia di dedicarsi a quest'attività. Napoleone non tardò però ad abbandonare il rastrello e la vanga che utilizzava durante il giardinaggio, giudicando il mestiere «troppo duro».

## 1820

### L'aggravarsi della malattia
All’inizio del 1820 Napoleone tornò ad uscire più spesso da Longwood House, a piedi, a cavallo o in calesse, e, almeno inizialmente, i suggerimenti del nuovo medico sembrarono sortire qualche effetto positivo. In ottobre però, dopo una cavalcata a Sandy Bay, le sue condizioni incominciarono a declinare molto rapidamente. I rimedi proposti da Antommarchi, come salassi ed impacchi, non portarono agli esiti sperati. Antommarchi, incontrando il governatore Hudson Lowe, disse che egli riteneva che Napoleone fosse piuttosto affetto da una "malattia diplomatica".

## 1821

### La fine di Napoleone

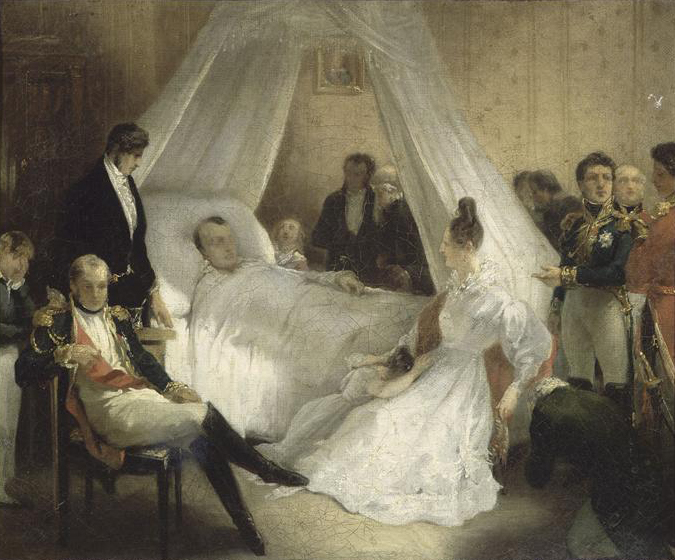
Sant'Elena - La morte di Napoleone. Dipinto di Steuben

Intorno alla metà di marzo 1821, a causa dell'aggravarsi dei disturbi cardiaci, le condizioni di salute dell'imperatore subirono un nuovo peggioramento, tanto che dal quel giorno non si alzò più dal letto. Antommarchi diagnosticò al Bonaparte una semplice costipazione e gli prescrisse un emetico disciolto in una limonata, il che però non fece altro che accentuare la sua ulcera allo stomaco. Il 15 aprile 1821 Napoleone fece testamento.
L’imperatore trascorse i suoi ultimi giorni nel salone: la sua camera da letto era troppo angusta per contenere i medici ed il personale di servizio che lo vegliavano notte e giorno. Malato, lo si saprà poi, di un cancro allo stomaco, Napoleone rifiutò l'assistenza dei medici inglesi. Il 3 maggio l’abate Vignali somministrò i sacramenti a Napoleone che, nella notte tra il 4 ed il 5 maggio, incominciò a delirare prima di perdere conoscenza. Intorno alle otto del mattino cortigiani e servitori si strinsero attorno al suo capezzale per assistere alle ultime ore di vita del loro imperatore. Dopo otto giorni di agonia esalò l'ultimo respiro il 5 maggio 1821, alle 17:49. Le sue ultime parole furono "Armée", "tête de l'Armée", "Joséphine".
L'autopsia, da lui stesso richiesta, fu eseguita il 6 maggio e fu oggetto di diverse controversie tra i rapporti ufficiali e ufficiosi, che furono almeno tre e tutti differenti.
Venne sepolto il 9 maggio nella vallée du Géranium, come stabilito dalle sue ultime volontà nel caso in cui il suo corpo non fosse riportato in Europa. La sua tomba non riportò alcuna iscrizione, dal momento che il governatore consentì di apporvi solo la scritta "Napoleone", anche se l'atto redatto indipendentemente dal registro della parrocchia di Saint James di Jamestown, capitale dell'isola di Sant'Elena, indica alla medesima data "Napoleone Bonaparte, ultimo imperatore di Francia".
Nel 1840, durante la Monarchia di luglio, su ordine di Luigi Filippo I e previo consenso britannico il corpo venne rimpatriato in Francia dal principe di Joinville, figlio di Luigi Filippo, e venne posto all'Hôtel des Invalides. Suo figlio Napoleone II verrà sepolto con lui agli Invalides nel 1940 per ordine di Hitler. Longwood sarà ceduta alla Francia nel 1858, all'epoca del governo di Napoleone III, dalla regina Vittoria.